# Odynerus latipennis
Odynerus latipennis är en stekelart som beskrevs av Smith. Odynerus latipennis ingår i släktet lergetingar, och familjen Eumenidae. Inga underarter finns listade i Catalogue of Life.